# Номер один (фильм)
Номер один (Number one) итальянский криминальный фильм и политическая драма режиссера Джанни Буффарди 1973 года. В ролях: Луиджи Пистилли, Ренцо Монтаньяни, Клод Жад, Гвидо Маннари, Крис Аврам и Венантино Венантини. В виду своего содержания фильм вызвал резонанс в обществе и был сразу же подвернут жесткой цензуре. 
В 2021 году он был снова восстановлен благодаря найденым негативам, вследствие чего состоялся повторный театральный релиз и мировая премьера на телевидении.

## Сюжет
Рим. В ночном клубе «Номер один», где встречаются артисты, плейбои и мафиози, царит криминал. 
Кража произведений искусства и торговля наркотиками - вот лишь некоторые из преступлений, с которыми приходится иметь дело полиции. Наконец, смерть американки Деборы Гарнер приводит к масштабному расследованию. 
Муж Деборы - богатый американец Тедди Гарнер II (Паоло Малко) -немедленно покидает страну. Капитан карабинеров (Луиджи Пистилли) и инспектор полиции Винчи (Ренцо Монтаньяни) в ходе расследования получают помощь от молодой француженки Сильви (Клод Жад), подружки модельного агента Бенни (Крис Аврам). Сильви рассказывает офицеру карабинеров о монастыре, где находятся ценные украденные картины. Карабинеры берут монастырь штурмом и арестовывают настоятеля. 
Сильви подслушивает телефонный разговор между Бенни и дворянином. Позже Сильви узнает от фотографа Массимо (Гвидо Маннари) о тайнах предполагаемого самоубийства ее лучшей подруги Деборы. Массимо говорит, что самые опасные люди - это босс клуба "Номер один" Лео (Венантино Венантини) и Комменда (Ренато Тури). Сильви рассказывает капитану карабинера, что Тедди, Массимо и Дино (Говард Росс) намеренно позволили жене Тедди умереть. Эти секреты могут разрушить идиллию клуба "Номер один". 
В то же время Массимо хочет бежать в Швейцарию. Он должен получить деньги за побег на озере Мартиньяно. Но Массимон и его жена Бетси (Изабель де Валверт) попадают в смертельную ловушку. Таким образом, исчезают важные свидетели...

## В ролях
- Ренцо Монтаньяни: Комиссар полиции Винчи
- Луиджи Пистилли: Командир карабинеров
- Клод Жад: Сильви Буассе
- Крис Аврам: Бенни
- Гвидо Маннари: Массимо
- Венантино Венантини: Лео
- Паоло Малько: Тедди Гарнер II
- Массимо Серато: Мино Каттани
- Говард Росс: Дино Панкани

## История происхождения
Никола Кампильи, которому его покойный отец Массимо завещал состояние в картинах в 1971 году, стал жертвой кражи произведений искусства. Так как Кампильи часто бывал в римском клубе «Номер один», он знакомится с зятем комика Тото, молодым кинопродюсером Джанни Буффарди. После обнаружения воров Кампильи и Буффарди проводят расследование в ночном клубе и в полицейских участках. С дюжиной звездый, также с несколькими известными итальянскими актерами (Луиджи Пистилли, Ренцо Монтаньяни, Гвидо Маннари, Венантино Венантини), румыном Крисом Аврамом и французской актрисой Клодом Жадом, появляется криминальный триллер «Номер один», который наконец-то выходит 28 мая 1973 года. Реставрация и переналадка фильма проводятся спустя 48 лет, лишь в 2021 году. 
Фильм, главные герои которого являются псевдонимами отчасти реальных представителей элиты Рима 1970-х годов, очень быстро исчезает из публики. Негативы появятся только в 2020 году. Centro Sperimentale di Cinematografia и Cineteca Nazionale реконструируют фильм в сотрудничестве с кинокомпанией Cine34.  
В работе принимает участие также Роберто д’Этторе Пьяццоли, в то время оператор, и Антонелло Буффарди, сын режиссера. Фильм был повторно показан на 39-м Туринском кинофестивале в ноябре 2021 года. Затем состоялась уже телевизионная премьера 9 декабря 2021 года на канале Cine34. 
Лука Палланч из Cineteca Nazionale так комментирует картину: «Хороший Рим, рассказанный немного ранее Карло Лиццани, и плохой Рим, нарисованный Джанни Буффарди, — это две стороны одной медали, которые теперь предлагают не только киноманы, но и детективы в итальянской истории».

## Рецензии
Если целью было предложить, не заявляя, дать лишь мельком взглянуть на паутину интриг, которые касались высших эшелонов римской буржуазии во времена "Номера один", то можно сказать, что Баффарди попал в точку: Как бы ни казалась на первый взгляд логичной и структурированной история, в действительности она вскоре обрастает множеством имен и событий, следовать за которыми становится изначально сложной задачей широкого движения в высших сферах, которое от убийства молодой Деборы (выдаваемого за самоубийство) проходит через кражу драгоценных произведений искусства в богатой квартире, чтобы вовлечь даже секции церкви и крупных шишек самого видного общества. [...] Не следует забывать, что режиссер сам тусовался в клубе и знал многих из тех, кто его посещал: именно поэтому ссылки на реальные события менее надуманны, чем можно себе представить, а также почему фильм, как говорят, исчез почти сразу. Два человека пытаются разгадать головоломку: полиция, которая начинает с обнаружения тела девушки, и карабинеры, которые вступают в историю с сообщения о краже картин. Они являются наиболее достоверными и правдоподобными персонажами, в том числе благодаря великолепной игре этих двух героев (Ренцо Монтаньяни, Луиджи Пистилли), которым каким-то образом удается поддерживать интерес к истории, построенной по канонам детективного сюжета, но которая затем развлекается тем, что нарушает правила, чтобы вернуть все в сферу великого заговора, через который демонстрируется уровень защиты, гарантированный обычной лиге влиятельных людей, которые со своими империями и деньгами правят страной. Крис Аврам и остальные - властелины "Номера один", с "второстепенным" фотографом (Гвидо Маннари), который становится ключевой фигурой, необходимой для того, чтобы связать различные ветви расследования, начиная с той, что связана с французской девушкой (Клод Жад), которая может стать свидетелем, способным разрушить часть карточного домика. Видно желание Баффарди экспериментировать, даже формально, с внезапными флешбэками, шумами, перекрывающими диалоги, сопоставлениями, предполагающими максимальный цинизм (тот случай, когда игра в карты ведется, а бедная Дебора лежит на кровати позади нее, пуская изо рта белую пену, вызывает большие сомнения), но все как будто остается в зародыше, как будто фильм в целом заслуживает более высокого уровня реализации, который в итоге уступает место неясной и неопределенной работе, не лишенной, однако, очарования, отчасти благодаря своей легендарной недоступности в течение почти пятидесяти лет, а отчасти благодаря своим реальным, сильным отсылкам к миру, которому определенно было что скрывать. 